# Euphorbia malvana
Euphorbia malvana là một loài thực vật có hoa trong họ Đại kích. Loài này được Maire mô tả khoa học đầu tiên năm 1940.